# Abdallah Mohamed
Abdallah Mohamed (zm. 3 lutego 2000 w Mutsamudu, Anjouan, Komory) – komoryjski polityk. Pierwszy premier Komorów od 7 stycznia 1976 do 22 grudnia 1978. Członek Narodowej Unii na rzecz Demokracji na Komorach (Union Nationale pour la Démocratie aux Comores).